# Championnat de France masculin de handball de Nationale 1 2022-2023
Navigation
Nationale 1 2021-2022 Nationale 1 2023-2024
Le Championnat de France masculin de handball de Nationale 1 2022-2023 est la 67e édition de cette compétition qui constitue le 3e échelon national et le plus haut niveau ouvert aux amateurs. Ce championnat se déroule avec quatre poules de quatorze équipes. La poule 1 regroupe les équipes ayant demandé le statut VAP et les meilleures équipes de la saison précédente et trois poules géographiques.
La compétition est remportée par l'équipe réserve du Montpellier Handball, vainqueur en finale de l'Angers SCO Handball. Ce dernier et l'ASPTT Mulhouse/Rixheim sont promus en tant que deux premiers clubs VAP.

## Formule de la compétition
Pour la saison 2022/2023 le championnat se déroule avec quatre poules de quatorze équipes.
Comme pour la saison précédente, la poule 1 a un statut particulier car elle regroupe les équipes ayant demandé le statut VAP, accompagnées des meilleures équipes de la saison précédente. Les autres poules sont constituées sur des critères géographiques.
À l'issue de la phase régulière, les deux meilleurs clubs de la poule 1 qui ont le statut VAP sont promus en Proligue. Les trois derniers de poule élite intègrent les poules géographiques l'année suivante, à moins d'obtenir le statut VAP. Les premiers des poules géographiques sont « prioritaires » pour intégrer la poule élite. Les quatre derniers des trois poules géographique ainsi sont relégués en Nationale 2 pour la saison suivante.
En outre, les premiers de poule sont qualifiés pour la phase finale. Le premier de chaque poule géographique participe au tournoi à trois organisé début juin 2023 sur le terrain de celui qui présente le meilleur bilan. Le vainqueur de ce tournoi affronte le premier de la poule élite en un match sec pour le titre de champion de France.

## Équipes participantes
Les équipes participantes et les poules sont :
| Poule | Club                                  | Localisation                                             | VAP |
| ----- | ------------------------------------- | -------------------------------------------------------- | --- |
| 1     | Pau Nousty Sports                     | Nouvelle-Aquitaine, Pyrénées-Atlantiques, Nousty         | Non |
| 1     | Martigues Handball                    | Provence-Alpes-Côte d'Azur, Bouches-du-Rhône, Martigues  | Non |
| 1     | CS Annecy-le-Vieux                    | Auvergne-Rhône-Alpes, Haute-Savoie, Annecy               | Non |
| 1     | Angers SCO Handball                   | Centre-Val de Loire, Maine-et-Loire, Angers              | Oui |
| 1     | Élite Val d'Oise Handball             | Île-de-France, Val-d'Oise, Franconville et Saint-Gratien | Oui |
| 1     | ESM Gonfreville-l'Orcher              | Normandie, Seine-Maritime, Gonfreville-l'Orcher          | Oui |
| 1     | US Saintes HB                         | Nouvelle-Aquitaine, Charente-Maritime, Saintes           | Oui |
| 1     | ASPTT Mulhouse/Rixheim                | Grand Est, Haut-Rhin, Rixheim                            | Oui |
| 1     | HBC Cournon-d'Auvergne                | Auvergne-Rhône-Alpes, Puy-de-Dôme, Cournon-d'Auvergne    | Oui |
| 1     | Lanester Handball                     | Bretagne, Morbihan, Lanester                             | Oui |
| 1     | US Dreux Vernouillet                  | Centre-Val de Loire, Eure-et-Loir, Dreux et Vernouillet  | Oui |
| 1     | Vénissieux handball                   | Auvergne-Rhône-Alpes, Rhône, Vénissieux                  | Non |
| 1     | Paris Saint-Germain                   | Île-de-France, Paris, Paris                              | Non |
| 1     | Handball Hazebrouck 71                | Hauts-de-France, Nord, Hazebrouck                        | Oui |
| 2     | Saint-Cyr-Touraine AH                 | Centre-Val de Loire, Indre-et-Loire, Saint-Cyr-sur-Loire | N/A |
| 2     | C' Chartres MHB rés.                  | Centre-Val de Loire, Eure-et-Loir, Chartres              | N/A |
| 2     | HBC Gien Loiret                       | Centre-Val de Loire, Loiret, Gien                        | N/A |
| 2     | ASB Rezé Handball                     | Pays de la Loire, Loire-Atlantique, Rezé                 | N/A |
| 2     | Cesson Rennes MHB rés.                | Bretagne, Ille-et-Vilaine, Cesson-Sévigné                | N/A |
| 2     | HBC Nantes rés.                       | Pays de la Loire, Loire-Atlantique, Nantes               | N/A |
| 2     | Massy Essonne Handball rés.           | Île-de-France, Essonne, Massy                            | N/A |
| 2     | Cercle Paul Bert Rennes               | Bretagne, Ille-et-Vilaine, Rennes                        | N/A |
| 2     | Pouzauges Vendée Handball             | Pays de la Loire, Vendée, Pouzauges                      | N/A |
| 2     | Savigny Handball 91                   | Île-de-France, Essonne, Savigny-sur-Orge                 | N/A |
| 2     | Hennebont Lochrist Handball           | Bretagne, Morbihan, Hennebont                            | N/A |
| 2     | Saint-Marcel Vernon                   | Normandie, Eure, Vernon                                  | N/A |
| 2     | Grand Poitiers HB 86                  | Nouvelle-Aquitaine, Vienne, Poitiers                     | N/A |
| 2     | Athletic Club de Boulogne-Billancourt | Île-de-France, Hauts-de-Seine, Boulogne-Billancourt      | N/A |
| 3     | Lille Métropole HBC Villeneuve d'Ascq | Hauts-de-France, Nord, Villeneuve-d'Ascq                 | N/A |
| 3     | CS Vesoul Haute-Saône                 | Bourgogne-Franche-Comté, Haute-Saône, Vesoul             | N/A |
| 3     | Beaune Handball                       | Bourgogne-Franche-Comté, Côte-d'Or, Beaune               | N/A |
| 3     | Union sportive de Créteil rés.        | Île-de-France, Val-de-Marne, Créteil                     | N/A |
| 3     | Tremblay Handball rés.                | Île-de-France, Seine-Saint-Denis, Tremblay-en-France     | N/A |
| 3     | Sélestat Alsace Handball rés.         | Grand Est, Bas-Rhin, Sélestat                            | N/A |
| 3     | Amiens Picardie Hand                  | Hauts-de-France, Somme, Amiens                           | N/A |
| 3     | AS Folschviller                       | Grand Est, Moselle, Folschviller                         | N/A |
| 3     | Belfort AUHB                          | Bourgogne-Franche-Comté, Territoire de Belfort, Belfort  | N/A |
| 3     | Metz Handball                         | Grand Est, Moselle, Metz                                 | N/A |
| 3     | Union sportive d'Ivry rés.            | Île-de-France, Val-de-Marne, Ivry-sur-Seine              | N/A |
| 3     | Torcy Marne-la-Vallée                 | Île-de-France, Seine-et-Marne, Torcy                     | N/A |
| 3     | Molsheim OC                           | Grand Est, Bas-Rhin, Molsheim,                           | N/A |
| 3     | HBC Livry-Gargan                      | Île-de-France, Seine-Saint-Denis, Livry-Gargan           | N/A |
| 4     | Montpellier Handball rés.             | Occitanie, Hérault, Montpellier                          | N/A |
| 4     | Gazélec FC Ajaccio                    | Corse, Corse-du-Sud, Ajaccio                             | N/A |
| 4     | Chambéry Savoie Mont Blanc rés.       | Auvergne-Rhône-Alpes, Savoie, Chambéry                   | N/A |
| 4     | USAM Nîmes Gard rés.                  | Occitanie, Gard, Nîmes                                   | N/A |
| 4     | HB Bagnols GR                         | Occitanie, Gard, Bagnols-sur-Cèze                        | N/A |
| 4     | Draguignan VHB                        | Provence-Alpes-Côte d'Azur, Var, Draguignan              | N/A |
| 4     | Zibero Sport Tardets                  | Nouvelle-Aquitaine, Pyrénées-Atlantiques, Tardets        | N/A |
| 4     | Istres Provence Handball              | Provence-Alpes-Côte d'Azur, Bouches-du-Rhône, Istres     | N/A |
| 4     | AS Lyon Caluire HB                    | Auvergne-Rhône-Alpes, Rhône, Lyon                        | N/A |
| 4     | US Crauroise HB                       | Provence-Alpes-Côte d'Azur, Var, La Crau                 | N/A |
| 4     | CS Bourgoin-Jallieu HB                | Auvergne-Rhône-Alpes, Isère, Bourgoin-Jallieu            | N/A |
| 4     | Ol. Antibes Juan-les-Pins HB          | Provence-Alpes-Côte d'Azur, Alpes-Maritimes, Antibes     | N/A |
| 4     | Billère Handball rés.                 | Nouvelle-Aquitaine, Pyrénées-Atlantiques, Billère        | N/A |
| 4     | Fenix Toulouse rés.                   | Occitanie, Haute-Garonne, Toulouse                       | N/A |

| \| Gonfreville Lanester Cournon Saintes Annecy Martigues Pau Nousty Mulhouse Rixheim Angers Hazebrouck US Dreux Vernouillet Venissieux · Handball Paris Él. Val d'Oise \| Clubs engagés dans la Poule 1 (élite) |
| Gonfreville Lanester Cournon Saintes Annecy Martigues Pau Nousty Mulhouse Rixheim Angers Hazebrouck US Dreux Vernouillet Venissieux · Handball Paris Él. Val d'Oise                                             |

| Gonfreville Lanester Cournon Saintes Annecy Martigues Pau Nousty Mulhouse Rixheim Angers Hazebrouck US Dreux Vernouillet Venissieux · Handball Paris Él. Val d'Oise |

| \| Pouzauges Rezé Nantes Cesson-S. Poitiers CPB Rennes Saint-Cyr Chartres Gien Hennebont Vernon Lille Vesoul Beaune Sélestat Amiens Metz Folschviller Belfort Molsheim Lyon Caluire Chambéry Billère Ajaccio Bourgoin-J. Antibes Bagnols Nîmes Montpellier La Crau Draguignan Toulouse Tardets Istres \| Clubs engagés : · Poule 2 Poule 3 Poule 4 |
| Pouzauges Rezé Nantes Cesson-S. Poitiers CPB Rennes Saint-Cyr Chartres Gien Hennebont Vernon Lille Vesoul Beaune Sélestat Amiens Metz Folschviller Belfort Molsheim Lyon Caluire Chambéry Billère Ajaccio Bourgoin-J. Antibes Bagnols Nîmes Montpellier La Crau Draguignan Toulouse Tardets Istres                                                 |

| Pouzauges Rezé Nantes Cesson-S. Poitiers CPB Rennes Saint-Cyr Chartres Gien Hennebont Vernon Lille Vesoul Beaune Sélestat Amiens Metz Folschviller Belfort Molsheim Lyon Caluire Chambéry Billère Ajaccio Bourgoin-J. Antibes Bagnols Nîmes Montpellier La Crau Draguignan Toulouse Tardets Istres |

| \| Massy Savigny Boulogne-B. Torcy Livry-Gargan Créteil Tremblay Ivry Vernon Chartres \| Clubs franciliens. |
| Massy Savigny Boulogne-B. Torcy Livry-Gargan Créteil Tremblay Ivry Vernon Chartres                          |

| Massy Savigny Boulogne-B. Torcy Livry-Gargan Créteil Tremblay Ivry Vernon Chartres |

## Première phase

### Poule 1 Élite
|    | Équipe                             | Pts | J  | G  | N | P  | Bp  | Bc  | Diff |
| -- | ---------------------------------- | --- | -- | -- | - | -- | --- | --- | ---- |
| 1  | Angers SCO Handball R V            | 64  | 24 | 19 | 2 | 3  | 773 | 699 | 74   |
| 2  | CS Annecy-le-Vieux                 | 58  | 24 | 16 | 2 | 6  | 731 | 673 | 58   |
| 3  | ASPTT Mulhouse/Rixheim V           | 57  | 24 | 15 | 3 | 6  | 690 | 652 | 38   |
| 4  | Martigues Handball                 | 51  | 24 | 12 | 3 | 9  | 710 | 661 | 49   |
| 5  | Paris Saint-Germain rés.           | 50  | 24 | 13 | 0 | 11 | 693 | 666 | 27   |
| 6  | Handball Club Cournon-d'Auvergne V | 49  | 24 | 11 | 3 | 10 | 683 | 684 | -1   |
| 7  | Handball Hazebrouck 71 V           | 47  | 24 | 10 | 3 | 11 | 634 | 645 | -11  |
| 8  | US Saintes HB V                    | 46  | 24 | 9  | 4 | 11 | 599 | 654 | -55  |
| 9  | Pau Nousty Sports                  | 44  | 24 | 10 | 2 | 12 | 654 | 682 | -28  |
| 10 | Élite Val d'Oise V                 | 43  | 24 | 9  | 2 | 13 | 679 | 698 | -19  |
| 11 | ESM Gonfreville l'Orcher V         | 40  | 24 | 7  | 2 | 15 | 641 | 678 | -37  |
| 12 | Lanester Handball V                | 37  | 24 | 4  | 5 | 15 | 682 | 710 | -28  |
| 13 | US Dreux Vernouillet               | 35  | 24 | 5  | 1 | 18 | 622 | 689 | -67  |
| 14 | Vénissieux handball                | -7  | 0  | 0  | 0 | 0  | 0   | 0   |      |

Légende
- Qualifié pour la finale et promu en Proligue (D2).
- A priori promu en Proligue (D2) (2e club VAP) mais recalé.
- Promu "remplaçant" en Proligue (D2) (3e club VAP).
- Reversé en poule géographique.
- V : Club ayant le statut VAP.
- R : Relégué de D2 en début de saison.
- P : Promu de Nationale 2 en début de saison.

Classement officiel

### Poule 2
|    | Équipe                         | Pts | J  | G  | N | P  | Bp  | Bc  | Diff |
| -- | ------------------------------ | --- | -- | -- | - | -- | --- | --- | ---- |
| 1  | AC Boulogne-Billancourt        | 66  | 26 | 18 | 4 | 4  | 807 | 727 | 80   |
| 2  | Cesson Rennes MHB rés.         | 60  | 26 | 15 | 4 | 7  | 800 | 729 | 71   |
| 3  | Saint-Marcel Vernon Handball P | 60  | 26 | 16 | 2 | 8  | 737 | 744 | -7   |
| 4  | HBC Nantes rés.                | 56  | 26 | 14 | 2 | 10 | 801 | 807 | -6   |
| 5  | Saint-Cyr Touraine AHB         | 55  | 26 | 12 | 5 | 9  | 733 | 709 | 24   |
| 6  | ASB Rezé Handball              | 53  | 26 | 12 | 3 | 11 | 796 | 774 | 22   |
| 7  | C' Chartres MHB rés.           | 53  | 26 | 11 | 5 | 10 | 776 | 764 | 12   |
| 8  | HBC Gien Loiret                | 51  | 26 | 11 | 3 | 12 | 735 | 745 | -10  |
| 9  | Grand Poitiers HB 86 R         | 50  | 26 | 10 | 4 | 12 | 714 | 734 | -20  |
| 10 | CPB Rennes                     | 48  | 26 | 11 | 0 | 15 | 749 | 770 | -21  |
| 11 | Pouzauges Vendée Handball      | 47  | 26 | 10 | 1 | 15 | 720 | 746 | -26  |
| 12 | Hennebont Lochrist Handball P  | 44  | 26 | 8  | 2 | 16 | 696 | 729 | -33  |
| 13 | Massy Essonne Handball rés.    | 43  | 26 | 7  | 3 | 16 | 751 | 792 | -41  |
| 14 | Savigny HB 91                  | 42  | 26 | 8  | 0 | 18 | 762 | 807 | -45  |

- Qualifié pour le tournoi à trois
et prioritaire pour intégrer la poule élite.
- Relégué en Nationale 2.
- P : Promu de Nationale 2 en début de saison.
- R : Relégué de N1 Elite en début de saison.

Classement officiel

### Poule 3
|    | Équipe                         | Pts | J  | G  | N | P  | Bp  | Bc  | Diff |
| -- | ------------------------------ | --- | -- | -- | - | -- | --- | --- | ---- |
| 1  | Tremblay Handball rés.         | 71  | 26 | 20 | 5 | 1  | 788 | 703 | 85   |
| 2  | Amiens Picardie Hand           | 63  | 26 | 19 | 3 | 4  | 828 | 733 | 95   |
| 3  | Molsheim OCH P                 | 55  | 26 | 14 | 1 | 11 | 808 | 744 | 64   |
| 4  | Torcy Handball Marne-la-Vallée | 55  | 26 | 14 | 1 | 11 | 810 | 798 | 12   |
| 5  | CS Vesoul Haute-Saône          | 54  | 26 | 12 | 4 | 10 | 767 | 777 | -10  |
| 6  | Belfort aire urbaine handball  | 53  | 26 | 11 | 5 | 10 | 814 | 820 | -6   |
| 7  | Metz Handball]                 | 52  | 26 | 11 | 4 | 11 | 728 | 720 | 8    |
| 8  | HBC Livry-Gargan               | 51  | 26 | 11 | 3 | 12 | 751 | 768 | -17  |
| 9  | Lille Métropole HBCV           | 49  | 26 | 10 | 3 | 13 | 771 | 767 | 4    |
| 10 | US Ivry rés.                   | 49  | 26 | 10 | 3 | 13 | 776 | 817 | -41  |
| 11 | US Créteil rés.                | 47  | 26 | 9  | 3 | 14 | 733 | 724 | 9    |
| 12 | AS Folschviller                | 45  | 26 | 8  | 3 | 15 | 688 | 700 | -12  |
| 13 | Beaune Handball                | 43  | 26 | 8  | 2 | 16 | 711 | 817 | -106 |
| 14 | Sélestat Alsace Handball rés.  | 36  | 26 | 4  | 2 | 20 | 722 | 807 | -85  |

- Qualifié pour le tournoi à trois
et prioritaire pour intégrer la poule élite.
- Relégué en Nationale 2.
- P : Promu de Nationale 2 en début de saison.

Classement officiel

### Poule 4
|    | Équipe                       | Pts | J  | G  | N | P  | Bp  | Bc  | Diff |
| -- | ---------------------------- | --- | -- | -- | - | -- | --- | --- | ---- |
| 1  | Montpellier Handball rés.    | 70  | 26 | 21 | 2 | 3  | 930 | 795 | 135  |
| 2  | GFC Ajaccio                  | 61  | 26 | 16 | 3 | 7  | 779 | 751 | 28   |
| 3  | AS Lyon Caluire              | 59  | 26 | 15 | 3 | 8  | 796 | 750 | 46   |
| 4  | Billère Handball rés.        | 59  | 26 | 15 | 3 | 8  | 770 | 730 | 40   |
| 5  | Chambéry SMB HB rés.         | 58  | 26 | 15 | 2 | 9  | 837 | 808 | 29   |
| 6  | CS Bourgoin-Jallieu HB       | 57  | 26 | 15 | 1 | 10 | 811 | 815 | -4   |
| 7  | Draguignan VHB               | 55  | 26 | 14 | 1 | 11 | 757 | 733 | 24   |
| 8  | USAM Nîmes Gard rés.         | 53  | 26 | 13 | 1 | 12 | 791 | 775 | 16   |
| 9  | Fenix Toulouse Handball rés. | 53  | 26 | 13 | 1 | 12 | 800 | 746 | 54   |
| 10 | US Crauroise HB              | 49  | 26 | 11 | 1 | 14 | 775 | 783 | -8   |
| 11 | HB Bagnols GR                | 42  | 26 | 8  | 0 | 18 | 799 | 857 | -58  |
| 12 | Ol. Antibes Juan-les-Pins HB | 40  | 26 | 7  | 0 | 19 | 744 | 843 | -99  |
| 13 | Zibero Sport Tardets P       | 39  | 26 | 5  | 3 | 18 | 674 | 765 | -91  |
| 14 | Istres Provence Handball P   | 33  | 26 | 3  | 1 | 22 | 745 | 857 | -112 |

- Qualifié pour le tournoi à trois
et prioritaire pour intégrer la poule élite.
- Relégué en Nationale 2.
- P : Promu de Nationale 2 en début de saison.

Classement officiel

## Phase finale

### Tournoi à trois
Le meilleur premier des poules géographiques obtient l'organisation du tournoi. Avec 71 points, le Tremblay Handball  rés. devance le Montpellier Handball (70 points) et l'AC Boulogne-Billancourt (66 points). 
Ainsi, le tournoi s'est déroulé à Tremblay-en-France le samedi 27 mai 2023 :
- à 11h00 : Tremblay Handball 22 – 27 AC Boulogne-Billancourt
- à 14h00 : Montpellier Handball 32 – 26 Tremblay Handball
- à 17h00 : AC Boulogne-Billancourt 28 – 35 Montpellier Handball

|   | Équipe                    | Pts | J | G | N | P | Bp | Bc | Diff |
| - | ------------------------- | --- | - | - | - | - | -- | -- | ---- |
| 1 | Montpellier Handball rés. | 6   | 2 | 2 | 0 | 0 | 67 | 54 | 13   |
| 2 | AC Boulogne-Billancourt   | 4   | 2 | 1 | 0 | 1 | 55 | 57 | -2   |
| 3 | Tremblay Handball rés.    | 2   | 2 | 0 | 0 | 2 | 48 | 59 | -11  |

Le Montpellier Handball est qualifié pour la finale du championnat.

### Finale
Le vainqueur de la poule 1 Élite, l'Angers SCO Handball, affronte le vainqueur du tournoi à trois, le Montpellier Handball. 
Elle a eu lieu le samedi 3 juin dans la salle du Haras à Angers et vu le Montpellier Handball s'imposer très nettement 36 à 23 face au Angers SCO Handball, pourtant favori sur le papier

## Bilan de la saison
| Tableau d'honneur de la saison 2022-2023    |                      |                             |                                       |
| Champion de France de Nationale 1 masculine |                      |                             |                                       |
| Montpellier Handball rés.                   |                      |                             |                                       |
| Promotions et relégations                   |                      |                             |                                       |
| Promus en Proligue                          | 1er club VAP         | Angers SCO Handball         | Retour en D2 après 1 saison en N1     |
| Promus en Proligue                          | 2e club VAP          | ASPTT Mulhouse/Rixheim      | Première accession en D2              |
| Relégués de Proligue                        | Dernier              | Strasbourg Eurométropole HB | Retour en N1 après 5 saisons en D2    |
| Relégués de Proligue                        | -                    | Bordeaux Bruges Lormont     | Arrêt de la structure professionnelle |
| Relégués en Nationale 2                     | 12 clubs[Lesquels ?] | Promus de Nationale 2       | 12 clubs[Lesquels ?]                  |